# 多变早熟禾
多变早熟禾（学名：Poa varia）为禾本科早熟禾属下的一个种。